# Neriene poculiforma
Neriene poculiforma is een spinnensoort in de taxonomische indeling van de hangmatspinnen (Linyphiidae).
Het dier behoort tot het geslacht Neriene. De wetenschappelijke naam van de soort werd voor het eerst geldig gepubliceerd in 2010 door Liu en Chen.